# Visor om Slutet
Visor Om Slutet  (рус. Песни о конце) — третий студийный альбом финской группы Finntroll, вышедший в 2003 году. Выдержан в нетипичном для группы жанре фолк-эмбиента.

## Особенности
Visor om Slutet был выпущен после смерти гитариста и основателя группы Теему (Somnium) Раиморанта и посвящён его памяти. В отсутствие Сомниума и прежнего вокалиста Катлы основными авторами музыки стали клавишник Тролльхорн и басист Тундра, а место вокалиста занял Тапио Вильска. Тем не менее, отдельные старые записи с Сомниумом и Катлой вошли на альбом.
Альбом был записан как акустический эксперимент — в помещении в лесу рядом с Хельсинки. В отличие от предыдущего альбома Jaktens Tid, в этом почти не слышны метал-инструменты, но широко использованы традиционные скандинавские музыкальные инструменты.
Стиль музыки и исполнение песен существенно отличается от предыдущих альбомов и представляет собой сочетание эмбиента и фолк-музыки. Присутствуют как чистые эмбиент-композиции (Suohengen Sija, Veripuu, Rov, Madon Laulu), так и близкие к нью-эйджу (Under Varje Rot Och Sten) симфонической (Avgrunden Oppnas), фолк-музыке (Asfagelns Dod, Forsvinn Du Som Lyser, Den Sista Runans Dans, Svart Djup).

## Список композиций
1. «Suohengen Sija» (Место Болотного Духа) — 02:58
2. «Asfågelns Död» (Смерть Отвратительной Птицы) — 03:46
3. «Forsvinn Du Som Lyser» (Прочь, Сияющий) — 02:38
4. «Veripuu» (Кровавое дерево) — 01:15
5. «Under Varje Rot Och Sten» (Под Каждым Корнем и Камнем) — 03:17
6. «När Allt Blir Is» (Когда Всё Обратится в Лёд) — 02:36
7. «Den Sista Runans Dans» (Танец Последней Руны) — 03:44
8. «Rov» (Добыча) — 02:05
9. «Madon Laulu» (Песнь Червя) — 04:01
10. «Svart Djup» (Чёрная Глубина) — 03:57
11. «Avgrunden Öppnas» (Пропасть Открывается) — 02:19

## Авторы музыки
- 2, 4, 6, 20 — Тролльхорн
- 1, 4, 11 — Тундра
- 3 — Сомниум

## Участники записи
- Тролльхорн (Хенри Сорвали) — клавишные
- Тундра (Сами Ууситало) — бас-гитара
- Тапио Вильска — вокал
- Катла (Ян Ямсен) – вокал
- Скример (Самули Посимаа) — ритм-гитара
- Сомниум (Теему Раиморанта) — гитара, акустическая гитара, бэк-вокал
- Бист Доминатор (Саму Руотсалайнен) — ударные